# Moda en la década de 1980

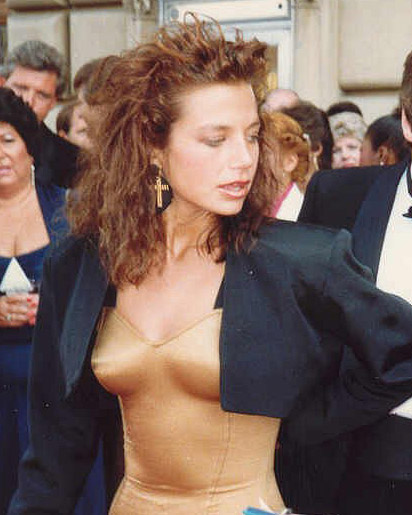
Entre las mujeres, los peinados voluminosos tipificaron la década. (Justine Bateman, 1987).

La moda en la década de 1980 en Gran Bretaña, los Estados Unidos, Europa y Australia tenía un fuerte énfasis en la ropa cara y accesorios de moda. Tendía a ser muy brillante y vívida en apariencia. Las mujeres expresaron una imagen de riqueza y éxito a través de una brillante bisutería, como grandes pendientes de imitación de oro, collares de perlas y ropa cubierta con lentejuelas y diamantes. La moda punk comenzó como una reacción contra el movimiento hippie de las últimas décadas y los valores materialistas de la década actual. La primera mitad de la década fue relativamente suave en comparación con la segunda mitad, que es cuando el icónico esquema de colores de los años ochenta se hizo popular.
El cabello de la década de 1980 era en general voluminoso, rizado, cardado y muy estilizado. Los programas de televisión como Dynasty ayudaron a popularizar el volumen elevado y la imagen glamorossa asociada con él. Las mujeres de la década de 1980 llevaban maquillaje brillante y pesado.

## Moda femenina

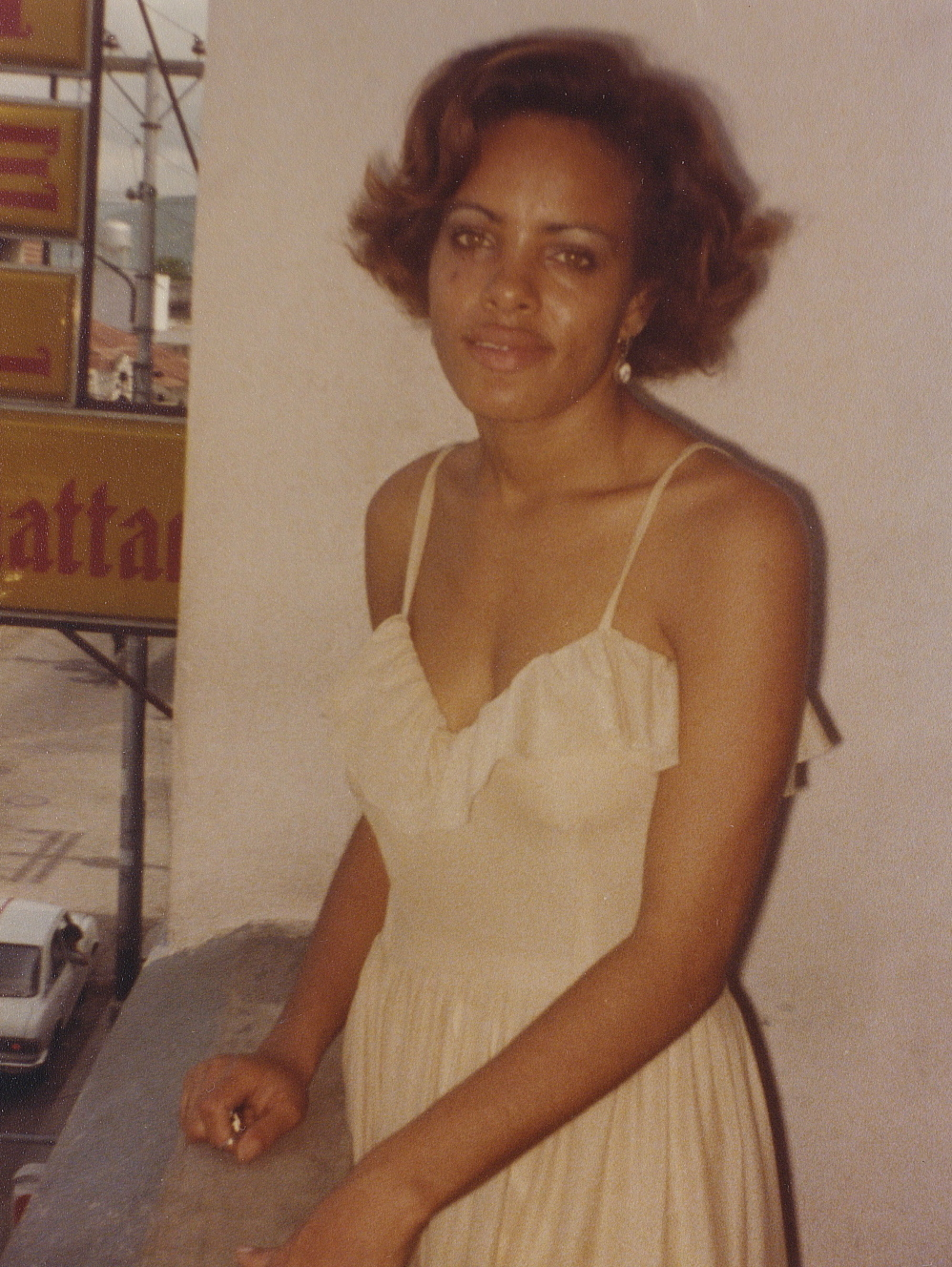
Mujer joven en 1980 con un vestido escotado de tirantes de «espaguetti».

### Principios de 1980 (1980-83)

#### Minimalismo
Los primeros años de la década de 1980 fueron muy diferentes al resto de la década, con algunos remanentes de finales de los años setenta. A comienzos de los años ochenta se adoptó un enfoque minimalista de la moda, con menos énfasis a los accesorios, y se consideró la cuestión práctica tanto como la estética. Los colores de la ropa fueron suaves, tranquilos y básicos; variados tonos de marrón, tostados y naranja eran comunes-

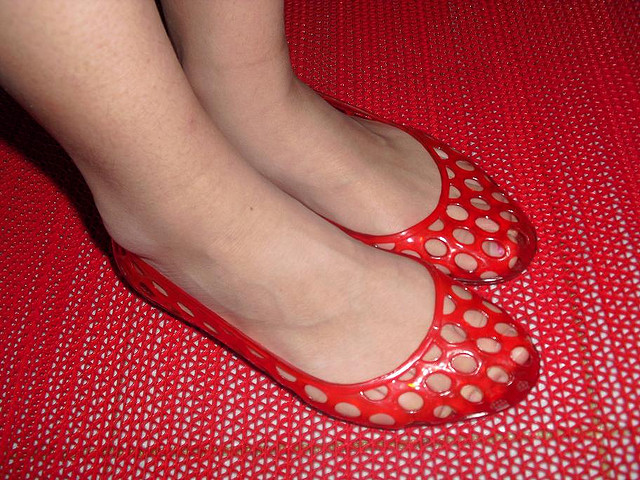
Un zapato de gelatina.

La ropa de moda a comienzos de la década de 1980 mostraba vestimenta unisex y específica de género. Las modas generalizadas para las mujeres a comienzos de la década de 1980 incluían jerséis -incluidos el cuello alto, el cuello redondo y las variedades con escote en pic-; - chalecos con forro de piel; abrigos de piel sintética; blazers de terciopelo; gabardinas -hechas en cuero falso y auténtico-; media blusa hasta debajo del pecho; camisetas de torso sin mangas; faldas hasta la rodilla sin longitud prescrita, —ya que los diseñadores optaron por la opción-; vestidos desprendidos, fluidos -(también escotes de corte alto y corte bajo, diferentes longitudes de manga y hechos en una gran variedad de telas, incluyendo algodón, seda, satén y poliéster-; pantalones anchos de talle alto, vaqueros bordados, pantalones de cuero, y vaqueros de diseñador. Los pantalones de las mujeres de la década de 1980 fueron, en general, con largas costuras, un estilo traído de la década de 1970.
Los accesorios para mujeres en esta década fueron en su mayoría remanentes de la década anterior. Esto incluía cinturones delgados, botas hasta la rodilla con tacones gruesos, zapatillas de deporte, zapatos de gelatina -una nueva tendencia en ese momento-, zapatos con punta redonda y botas, brazaletes de gelatina -inspiradas en Madonna 1983-, zapatos con tacones gruesos, collares pequeños y delgados -con una variedad de materiales, como oro y perlas- y relojes pequeños.

#### Aeróbic
La locura de la aptitud de la década de 1970 continuó en la década de 1980. La ropa de calle general para mujeres usada a principios de la década de 1980 incluía vaqueros rasgados,  mallas, leotardos, pantalones de chándal, y chándales -especialmente los que se fabrican en terciopelo-.
Los accesorios atléticos fueron una tendencia masiva en la década de 1980, y su popularidad fue impulsada sobre manera por el aeróbic. Esto incluía calentadores de piernas, cinturones anchos,  cinturones elásticos y zapatos deportivos conocidos como «zapatillas de deporte» en los Estados Unidos, o «entrenadores» en Gran Bretaña.

#### Moda profesional
En la década de 1970, cada vez más las mujeres se unían al trabajo profesional, por lo que, a comienzos de la década de 1980, las mujeres trabajadoras ya no se consideraban inusuales. Como una forma de proclamarse como iguales en el mercado de trabajo, las mujeres comenzaron a vestirse más «en serio». La ropa popular para mujeres en el mercado de trabajo incluía faldas hasta la rodilla, pantalones anchos, una chaqueta haciendo juego y una blusa de un color diferente. Los zapatos de tacón de aguja se usaban a menudo. Los zapatos formales se hicieron más cómodos durante este periodo con el tiempo, los fabricantes añadieron suelas que eran más flexibles y de apoyo. Los zapatos con tacones moderados y dedos relativamente puntiagudos de finales de la década de 1970 continuaron siendo una tendencia de moda.

### Mediados de la década de 1980 (1984-86)

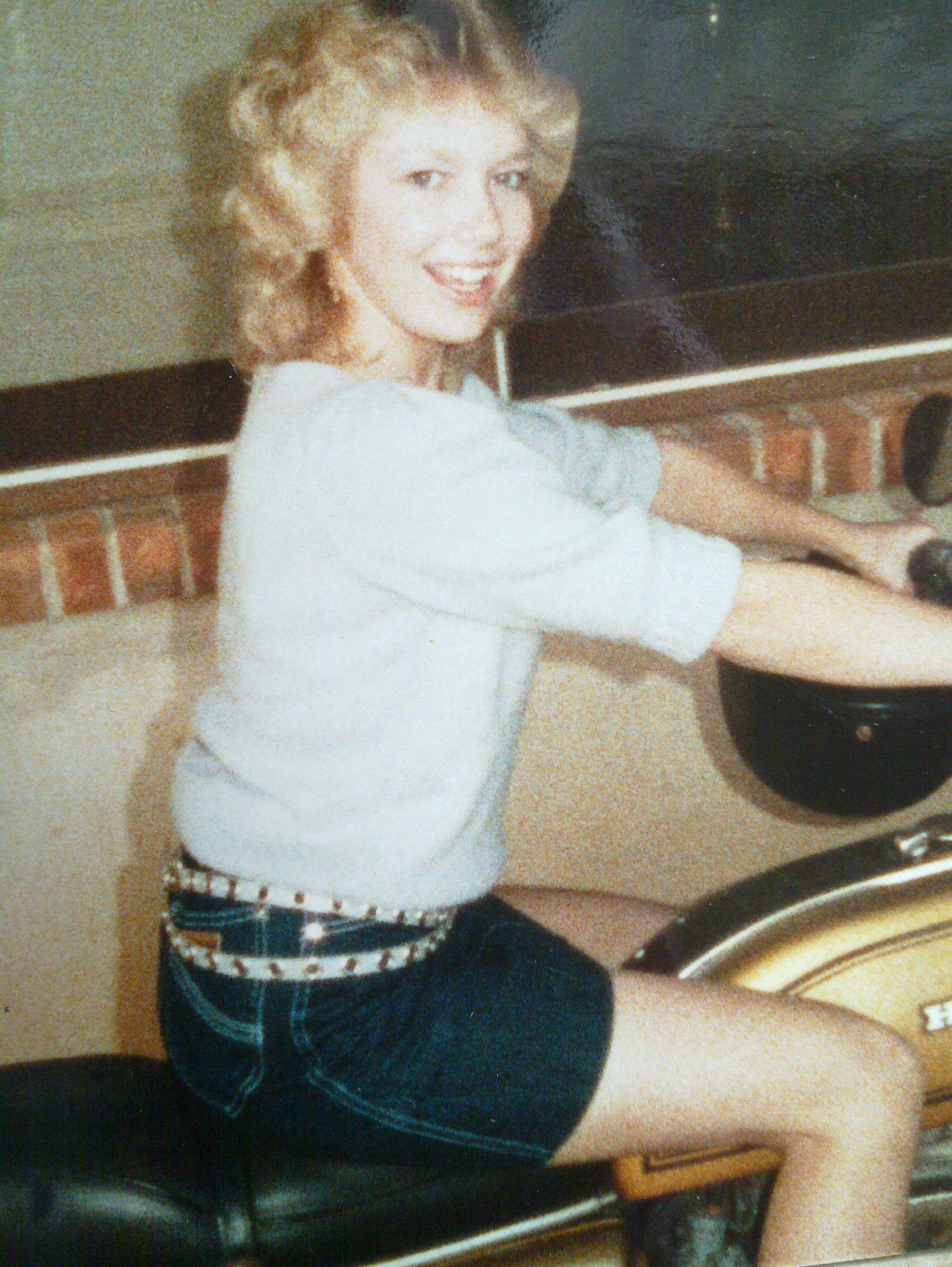
Una joven de mediados de 1980 con una minifalda y dos cinturones finos.

#### Colores brillantes
La moda femenina a mediados de la década de 1980 se fue haciendo más colorida alrededor de 1984. Esto incluía abrigos de lana largos, faldas largas acampanadas, minifaldas de telas finas, pantalones ligeramente estriados y de «estribos» -con una banda o correa que se usaba bajo el arco del pie para sujetar la pierna de los pantalones-, pantalones vaqueros de diseño, y pantalones cortos de elastano. Jerséis extremadamente largos y voluminosos, «monos», colores pastel, gabardinas de cuero, abrigos de pieles, pañuelos extremadamente grandes, guantes de cuero y vestidos con cinturones anchos o delgados. La locura del aeróbic del principio de la década de 1980 continuó hasta mediados de la misma década, pero la ropa se volvió más colorida de lo que era antes. Los zapatos de mujer de mediados de la década de 1980 incluían sandalias con tiras, sandalias de tacón y zapatos de salón.
En la década de 1980, Madonna, la emergente estrella del pop, demostró ser muy influyente en la moda femenina. Apareció por primera vez en la escena de la música con su aspecto de «erizo de la calle» consistente en faldas cortas sobre mallas, collares, brazaletes de goma, guantes de red, collares largos de abalorios, cabello descuidado y con raíces oscuras, cintas para la cabeza de punta de encaje. En su fase del álbum
Like a Virgin, millones de chicas de todo el mundo emularon su ejemplo de moda que incluía sujetadores usados como ropa de abrigo, enormes joyas de crucifijos, guantes de punta de encaje o faldas de tul.

#### Indumentaria de poder

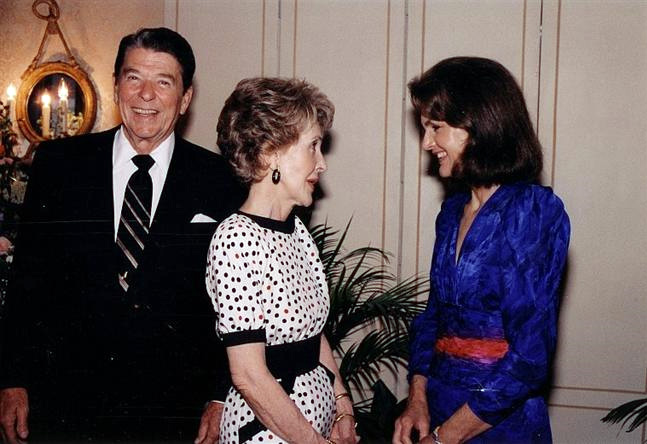
El presidente Ronald Reagan y su esposa, Nancy, con Jacqueline Kennedy Onassis.

El horario estelar de la televisión muestra en las series Dallas y, en particular a Dinastía que influyó en que las hombreras se hicieran cada vez mayores. Las hombreras para los hombros, popularizadas por Joan Collins y Linda Evans, fueron populares desde mediados de los años ochenta hasta principios de los noventa. La serie Dallas, sin embargo, promovió exhibiciones de riqueza que involucraban joyas y ropa resplandeciente. Mientras tanto, los zapatos de moda y de negocios de las mujeres volvieron a los talones y punturas de pico que eran populares en la década de 1950 y principios de 1960. Algunas tiendas almacenaban zapatos de satén en blanco y las teñían el color preferido del cliente, normalmente de colores brillantes.
Las mujeres confiaban cada vez más en su puesto de trabajo y se esforzaban más para avanzar en su carrera. Estas mujeres querían encajar en el nivel de gestión en tratar de emular a los hombres a través de la moda y la apariencia externa para parecer más masculinas y poderosas. La mayor parte de las posiciones más altas en el campo de trabajo estaba ocupada por el hombre en este momento, es comprensible que la figura del hombre y la función del cuerpo influyeran en la manera en la que la ropa de la mujer se burla de la poderosa imagen general existente en ese momento. Por lo tanto, querían prendas que las permitan y les dieran un aspecto más masculino, lo que hacía que la mujer pareciera más capaz de tareas de más alto nivel y más profesional encajando con la mayoría masculina.
Una película de Lizzie Borden, Working Girls afectó como la sociedad percibe las mujeres en diferentes campos y posiciones, también presentó el feminismo y temas sobre el capitalismo. Working Girls es una producción independiente publicada en 1986 sobre la vida cotidiana de las prostitutas de clase alta en un pequeño burdel de Manhattan. Los personajes principales de la historia tienen antecedentes como graduados de la Universidad de derecho de Yale; la película deja en claro que no fueron forzadas en el campo sino que lo escogieron ellas propiamente. A lo largo de la película, se promovió el vestuario de poder junto con la capacidad de las mujeres para tomar el control de su propio futuro.
Tras el boom económico occidental de mediados de los 80, la generación más joven tuvo una menor influencia en la moda ya que tuvieron un impacto menor en el mercado. El consumidor principal se convirtió en las generaciones más viejas que eran más estables financieramente y fueron influidas por las noticias políticas internacionales. El thatcherismo fue promovido en el Reino Unido por el Partido Conservador británico, la líder Margaret Thatcher, con su traje de poder se convirtió rápidamente en uno de los símbolos más conocidos en la década de 1980. Los vestidos usados por Margaret Thatcher en general eran de un único color con un sombrero, una chaqueta y una falda haciendo juego, que acababa bajo la rodilla. Un collar ancho de perlas también formaba parte de su atuendo habitual. Su estilo político fue directo, efectivo y algunas veces criticado por no ser suficientemente empático. Pero no hay duda de que su apariencia retrató su habilidad, poder y autoridad, que es lo que muchas mujeres trabajadoras en esta época deseaban.

### Finales de la década de 1980 (1987-89)

#### Moda amigable para el consumidor
Desde 1987 hasta principios de la década de 1990, la falda corta fue la única longitud admitida por los diseñadores de moda. Aunque las faldas de cualquier longitud eran aceptables para usar en los años anteriores, toda la atención se le dio a la falda corta, especialmente entre las adolescentes y mujeres jóvenes. Las hombreras se hicieron cada vez más pequeñas. Los accesorios populares en Gran Bretaña, Francia y América incluyeron zapatos de colores brillantes con tacones delgados, cinturones estrechos de multicolores, boinas, guantes de punta de encaje, collares de abalorios y pulseras de plástico.
La indumentaria femenina a finales de la década de 1980 incluía chaquetas tanto cortas como largas, abrigos de tela como de piel falsa, abrigos reversibles de cuero en un lado, piel falsa al otro, sudaderas de rugby, vestidos de punto de jersey, vestidos de tipo muñeca que se usan con pantalones capri, mallas o pantalones de ciclista, medias opacas y calcetines hasta el tobillo, de color pastel; pantalón de peto , minifaldas, pantalones elásticos, pantalones cónicos, faldas con mallas, pantalones caseros hechos en diseños llamativos con colores brillantes y medias opacas.

#### Moda asiática
En China, el traje Mao tradicionalmente conocido como traje de Zhongshan, declinó después de la muerte de Mao Zedong, la eliminación de la Banda de los Cuatro, y la liberalización de los vínculos comerciales y las relaciones internacionales a mediados y finales de los 80, hizo que las mujeres más ricas de China comenzaran a vestir nuevamente las modas inspiradas en Occidente,  incluidas las minifaldas rojas o amarillas, además de los vestidos de camisa más típicos, las zapatillas de deporte blancas y las blusas de tereftalato de polietileno.

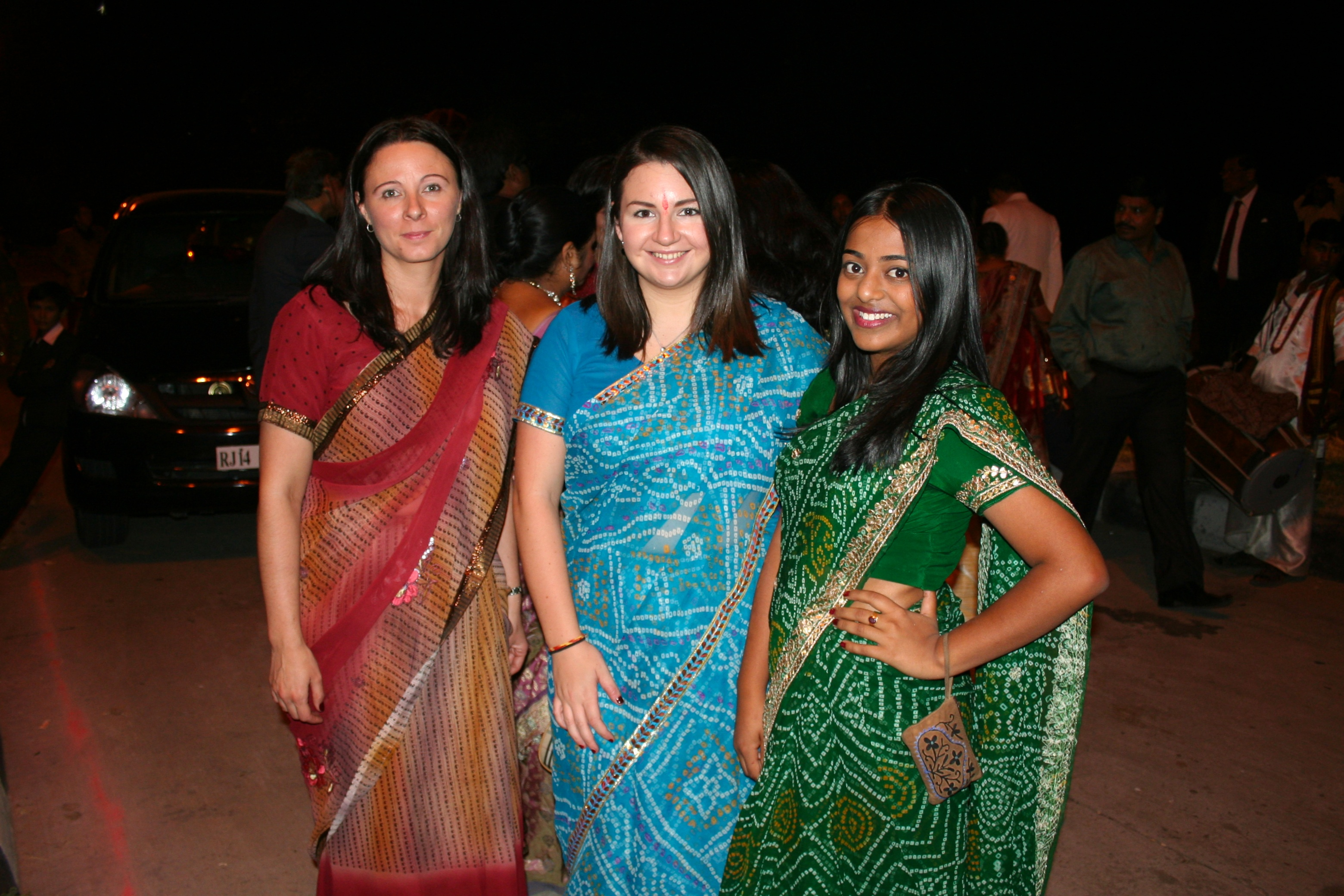
Chicas de la India vestidas con saris.

A finales de la década de los ochenta también fue testigo de los inicios de la moda indo occidental y la moda de alta costura en la India, que eventualmente ganaría reconocimiento mundial en la década de los 90. Colores como el rojo y el blanco fueron populares, a menudo con intrincados bordados. Aunque la mayoría de las mujeres continuaron utilizando el sari, las actrices de Bollywood también tuvieron acceso a atuendos de diseñadores occidentales y prendas de diseño local como el vestido de baile Anarkali.

## Moda masculina

### Principios de 1980 (1980-83)

#### Ropa deportiva

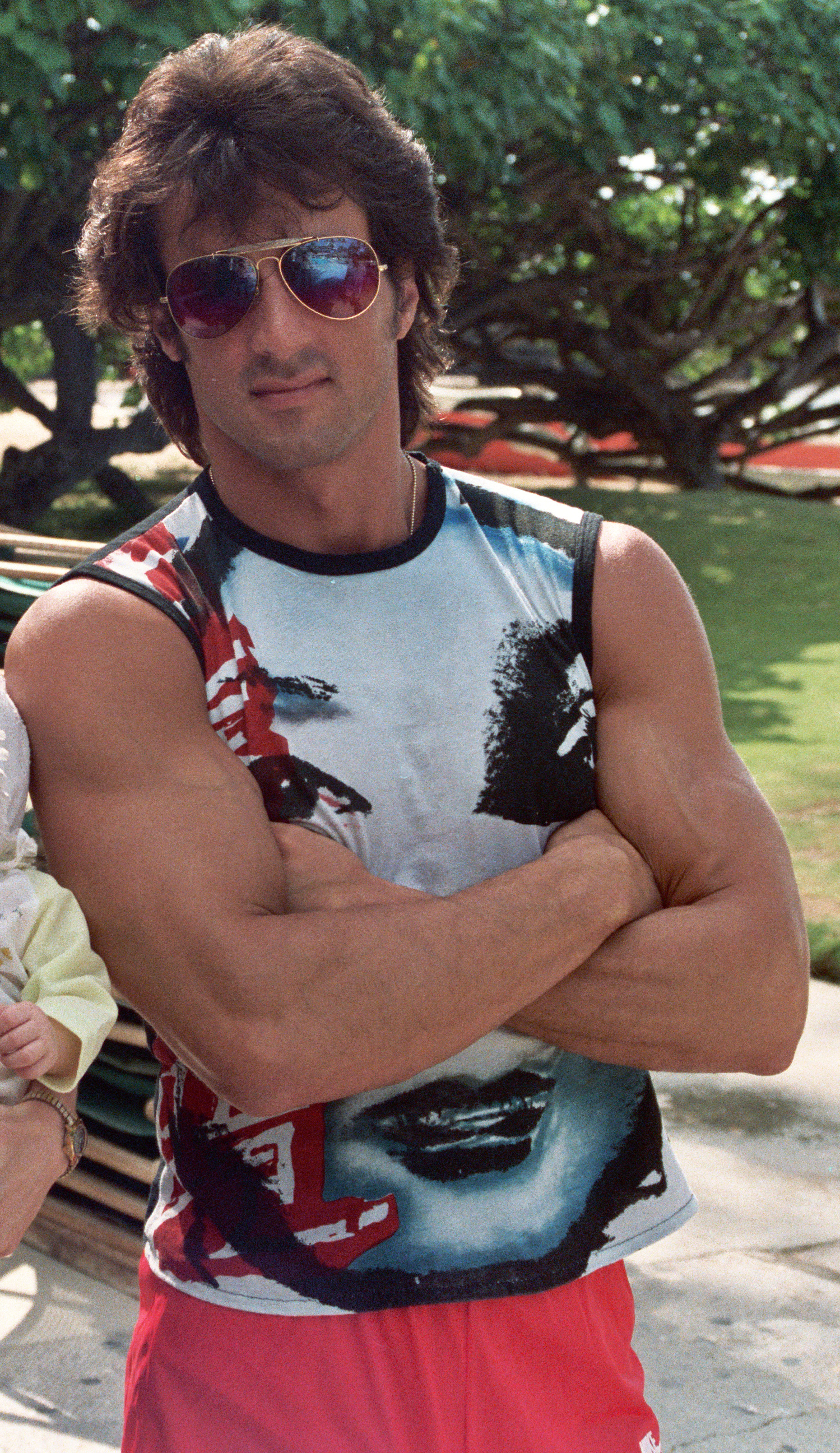
Sylvester Stallone en 1983.

A comienzos de la década de 1980, la moda se había alejado de la apariencia hippie y del estilo disco excesivamente usado de finales de los años setenta. La ropa atlética fue más popular que los vaqueros durante este periodo, cintas en la cabeza, al igual que los colores más tenues. Los colores populares eran negro, blanco, añil, verde bosque, burdeos y diferentes tonos de marrones y naranjas. El terciopelo y el poliéster eran las telas populares utilizadas en la ropa, especialmente en las camisas con cuello de boca pico y abotonado. Los pantalones anchos continuaron siendo populares durante este tiempo, estando bastante anchos pero rectos, y las camisas más ajustadas. El público en general, en este momento, quería usar ropa de bajo mantenimiento con colores más básicos, ya que la recesión mundial que estaba sucediendo en ese momento mantuvo la ropa extravagante fuera de su alcance.
La ropa popular de los hombres de la década de 1980 incluyó chándal jerséis con cuello en V, cinta en la cabeza, camisas de polo con cuello de terciopelo, camisetas deportivas, pantalones vaqueros de pierna recta, pantalones vaqueros enrollados para mostrar sus calcetines holgados, botones de poliéster, botas de vaquero, gorras y sudaderas con capucha. Cerca de este tiempo, se hizo aceptable que los hombres usaran abrigos y pantalones deportivos en lugares que anteriormente requerían un traje. En Gran Bretaña, los pantalones de los niños permanecieron ligeramente acampanados.

#### Nueva influencia
Desde principios hasta mediados de los 80, los grupos de Post-punk y New wave influyeron en la moda masculina y femenina dominante. Vestidos slim-fitting hechos comercialmente, corbatas estrechas en cuero o estampados audaces, camisetas con rayas, chaquetas exclusivas para sus miembros, camisas de tela metálica, gafas tipo gato, gafas con montura de colores, maquillaje andrógino de color neón, y chaquetas de cuero fueron muy usados. Los peinados comunes incluían un mechón corto para los hombres o algo voluminoso para las mujeres, y los colores unisex típicos para la ropa fueron turquesa, verde azulado, rojo, amarillo neón y morado.

#### Aspecto de buen gusto

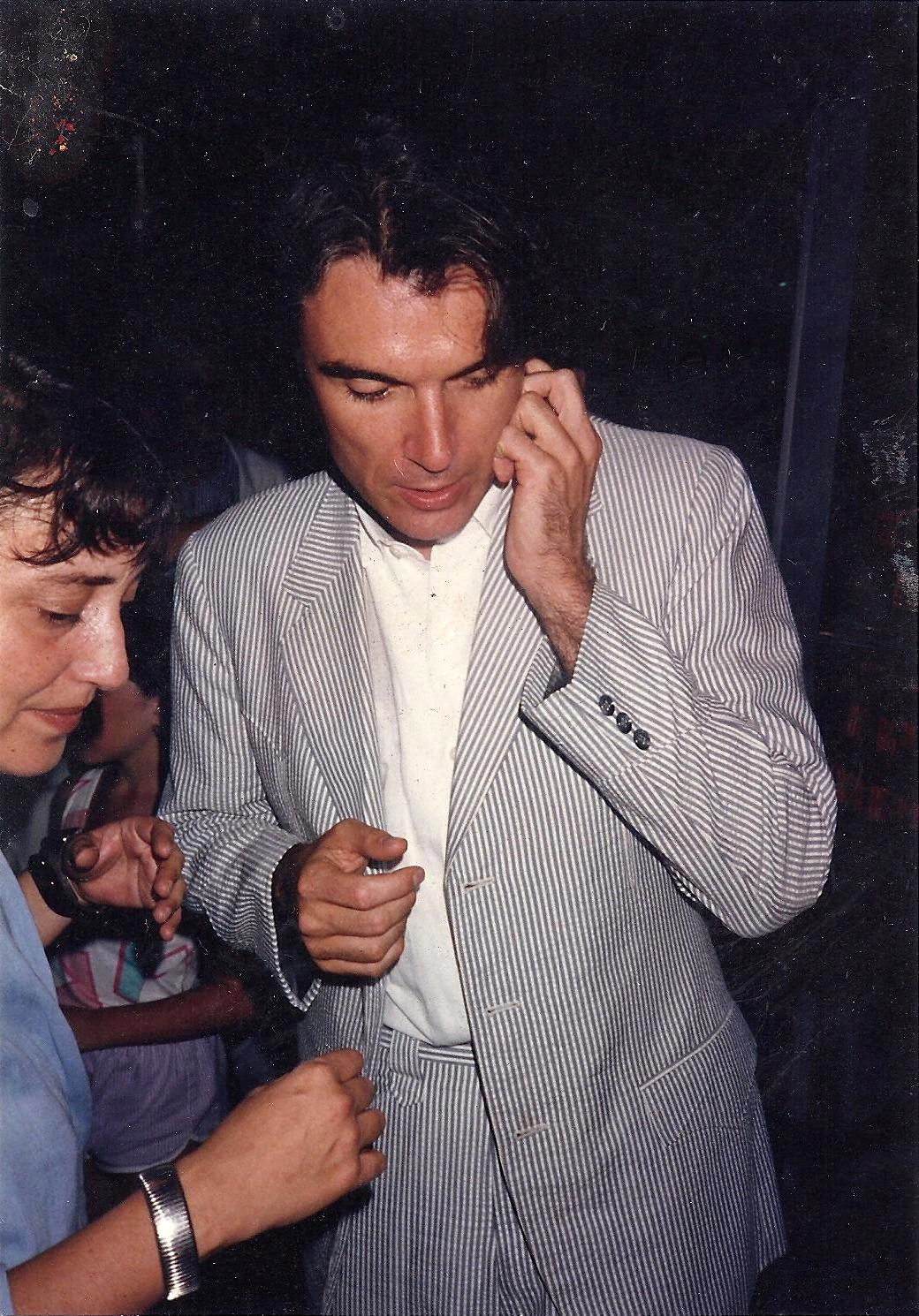
David Byrne vistiendo un blazer de estilo preppy y una camisa blanca de Oxford, 1986.

En respuesta a la moda punk de mediados de la década de 1970, fue un retroceso al estilo Ivy League de finales de la década de 1950. Este resurgimiento llegó a resumirse definitivamente en un libro de bolsillo enormemente popular lanzado en 1980: The Official preppy Handbook. La ropa «preppy» popular para hombre incluso camisas Oxford, jerséis, cuellos altos, polos con cuellos abiertos, pantalones caqui, calcetines de rombos, pantalones de vestir, elásticos, vestidos de lino con rayas, y jerséis de punto de cadeneta que a menudo se usaban atados por los hombros.

### Mediados de la década de 1980 (1984-86)

#### Influencias
A mediados de la década de 1980, las tendencias populares incluían abrigos deportivos de lana, Levi 501s, camisas hawaianas, jerséis tejidos a mano, camisas deportivas, sudaderas con capucha, camisas de franela, chalecos de franela reversibles, chaquetas con el interior acolchado, chaquetas de nailon, anillos de oro, pantalones cortos de ciclismo de elastano, botas de vaquero, y pantalones de color caqui con costuras irregulares.
En este tiempo vino una explosión de estilos coloreados en la indumentaria masculina, impulsada por series de televisión como Miami Vice y Magnum PI. Esto dio lugar a tendencias como camisetas bajo chaquetas costosas, de vestidos con hombros anchos y acolchadas, camisas hawaianas -complementados con abrigos deportivos, a menudo con solapas con costuras superior para un estilo «personalizado», y en contrapunto a la brillante camisa - que a menudo eran grises, tostados, oxidados o blancos. Las chaquetas de microfibra y pana de fácil cuidado se convirtieron en opciones populares, especialmente aquellas con un estilo occidental.
El reconocido artista Michael Jackson también influyó mucho en la moda de los adolescentes y jóvenes, como pantalones y chaquetas de cuero rojo / negro haciendo juego, los guantes blancos, las gafas de sol y las chaquetas de cuero descoloridas con hombros anchos y mangas abullonadas.

#### Indumentaria de poder
La indumentaria de negocios de los hombres vio el retorno de las telas con rayas por primera vez desde la década de 1970. Los nuevos tejidos con rayas eran mucho más amplias que los trajes de los años 1930 y 1940, pero eran similares a los estilos de los años 70. los trajes de tres piezas comenzaron su declive a principios de la década de 1980 y las solapas se volvieron muy angostas, similares a las de principios de los años sesenta. Mientras que los chalecos en la década de 1970 comúnmente se habían usado altos con seis o cinco botones, los que se hicieron a principios de la década de 1980 a menudo tenían cuatro botones y se usaban poco.
Las corbatas delgadas, brevemente populares a principios de los 80, pronto fueron reemplazados por corbatas más anchas, por lo general en colores más conservadores que las de los años 70. Trajes cruzados inspirados en la década de 1940 fueron vueltos a introducir en la década de 1980 por diseñadores como Giorgio Armani, Ralph Lauren y Anne Klein. Se les conocía como «vestidos de poder», y en general se hacían en azul marino, gris carbón o azul de la fuerza aérea.

### Finales de la década de 1980 (1987-89)

#### Dr. Martens

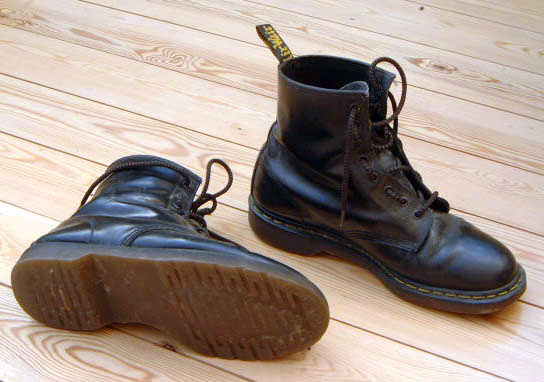
Botas Dr. Martens.

Dr. Martens eran zapatos o botas oscuras y con suelas con amortiguación de aire que fueron usadas por ambos sexos en la década de 1980. Eran un accesorio de moda esencial para las subculturas punk y skinhead en Gran Bretaña. A veces, los Dr Martens se combinaban con minifaldas o vestidos de estilo completo de Laura Ashley. Eran una característica importante del gótico postpunk de los 80 que se presentaba con aspecto de cabello largo peinado hacia atrás, piel pálida, sombra de ojos oscura, tiralíneas de ojos y lápiz labial, esmalte de uñas negro, brazaletes con pinchos y collares de perro, ropa negra y de cuero o terciopelo con punta de encaje y mallas a imitación de The Cure, Siouxsie And The Banshees, y The Cult. Esta tendencia volvería en la década de 1990.

#### Pantalones de paracaídas

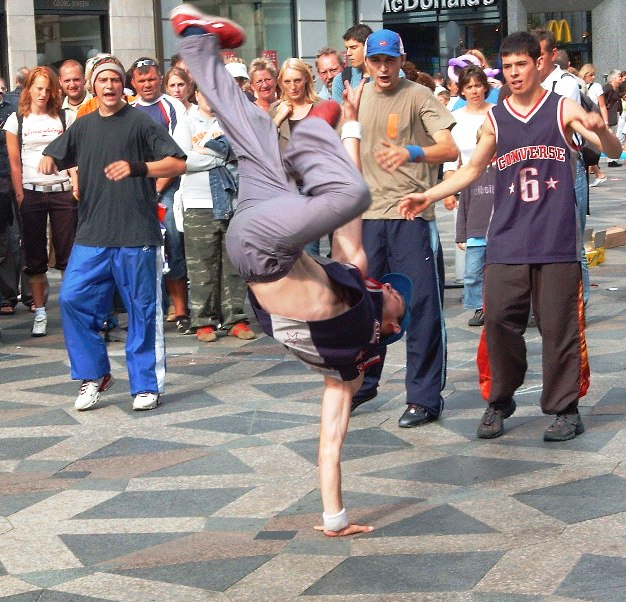
Break urbana del hip hop.

Los pantalones de paracaídas son un estilo caracterizado por el uso de nailon sintético y cortes extremadamente anchos. Al estilo original ajustado y con cremallera externa de fines de la década de 1970 y principios de la década de 1980, el término «paracaídas» se refería al material de nailon sintético del pantalón. En la década de 1980, el «paracaídas» se refiere a la gran holgura de los pantalones. Estos también se conocen como pantalones «martillo» o pantalones Hammer, debido al estilo característico del rapero estadounidense MC Hammer. Los pantalones martillo difieren de los pantalones paracaídas de los años 70 y principios de los 80. Por regla general, se usan como ropa de hombre al estilo break dance y a menudo son de colores brillantes.

## Peinados

### Peinados para mujeres

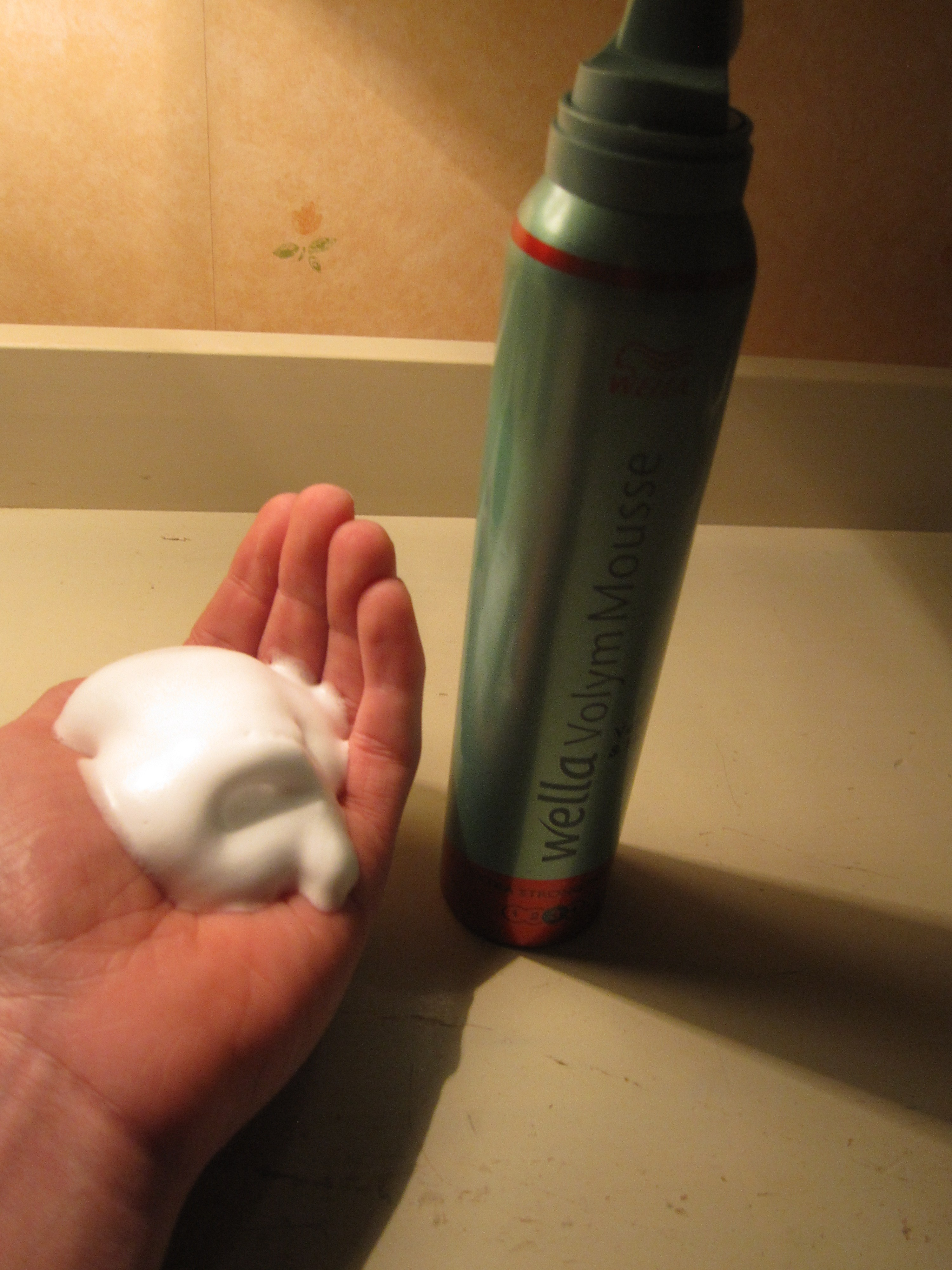
Espuma para el pelo.

Aunque el pelo liso era la norma a principios de la década, y que muchos estilos de finales de la década de 1970 todavía eran relevantes, la permanente había entrado en moda 1980. Los peinados voluminosos y excéntricos fueron popularizados por las estrellas del cine y la música y seguidos en particular entre los adolescentes, pero también entre los adultos. Estos peinados se volvieron icónicos a mediados de la década de 1980 e incluyen flequillos usados por las niñas de las escuelas primarias, secundarias, universitarias. En general, se usó una cantidad excesiva de crema de espuma para peinar el cabello de una persona, lo que dio como resultado un aspecto popular y brillante y un gran volumen; algunas espumas incluso contenían purpurina.
A partir de finales de los 80, las altas colas de caballo las colas de caballo y los flequillos juntos, y con una banda para el cabello o simplemente una cinta para la cabeza se convirtió en común entre las niñas de las diversas escuelas de los grados superiores.

#### Peinados para hombres

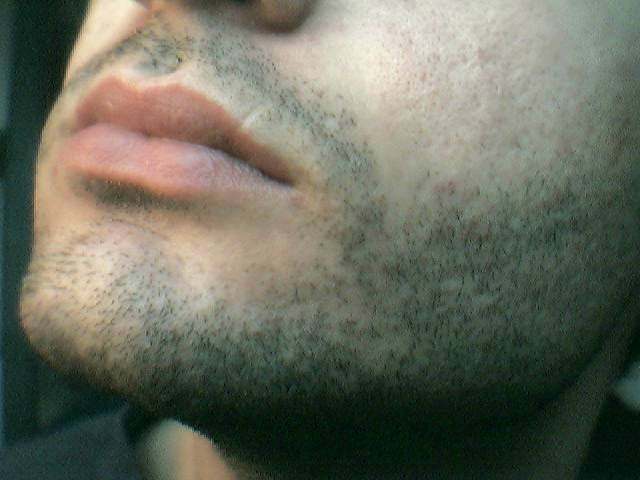
La barba de un hombre en el estilo de «sombra de las cinco en punto».

En 1981, el pelo corto había vuelto a aparecer para los hombres, en reacción a los gustos de finales de los 70. Las patillas de los años 1960 y 1970 tuvieron un descenso masivo en la moda, y muchos chicos llevaban cortes de pelo regulares y tupés. Las barbas pasaron de moda debido a su asociación con los hippies, pero los bigotes continuaban siendo comunes entre los hombres de «cuello azul». Desde mediados de los años 80 hasta principios de los 90, los cortes de pelo corto en la parte delantera y lateral y largo en la parte posterior, fueron populares en las áreas suburbanas y rurales entre los hombres de la clase trabajadora. 

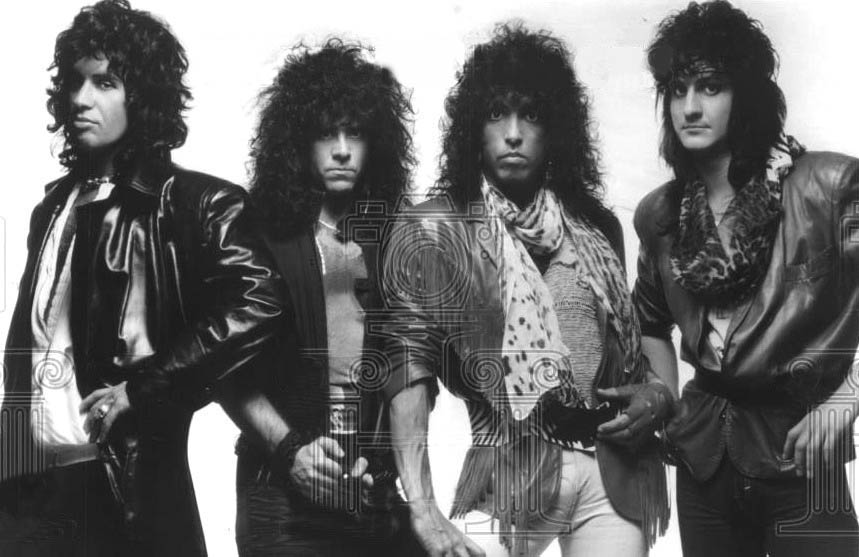
Kiss fue una de las primeras bandas consolidadas en adoptar algunos aspectos del glam metal. En la imagen, el grupo en 1984

Esto contrasta con un estilo conservador preferido por los profesionales de negocios, con pelo corto bien peinado para hombres. Algunos hombres también llevaban flequillos en estilos como frontal o hacia el lateral pero no eran tan grandes como los de las mujeres. Las extensiones de cabello también fueron utilizadas en exceso por los fanáticos de las bandas de glam metal.
Durante los últimos años de la década de 1980 se puso de moda las barbas de crecimiento corto, de unos tres días. Varias compañías fabricaron recortadoras de barba diseñadas para mantener el aspecto deseado conocido como «sombra de las cinco en punto».